# Alice Schalek
Alice Therese Emma Schalek est une photojournaliste et écrivaine autrichienne née le 21 août 1874 à Vienne et décédée le 6 novembre 1956 à New York. Elle est également connue sous le pseudonyme masculin Paul Michaely.
Elle est connue pour être la première femme reporter de guerre en ayant couvert la Première Guerre mondiale dans le Dolomites. Elle a également mené une carrière d’écrivaine, publiant de nombreux carnets de voyages illustrés.

## Biographie
Alice Schalek est née en 1874 à Vienne, dans une famille d'émigrants juifs de Bohême. Son père, Heinrich Schalek, dirige la première agence publicitaire pour la presse d’Autriche. Elle a une sœur, Mélanie, et deux frères, Norbert et Rudolf.
Alice Schalek commence sa carrière en publiant des romans au début du XXe siècle sous le pseudonyme masculin Paul Michaely. En 1903, elle devient rédactrice en chef de la section feuilleton du quotidien Neue Freie Presse (Nouvelle presse libre), sous sa propre identité. Elle y publie jusqu’en 1913 ses premiers carnets de voyages sur ses séjours au Moyen-Orient, en Asie et en Australie. Elle publie également plusieurs carnets sous forme de livre.
En 1915, Alice Schalek rejoint le Bureau austro-hongrois d'information sur la guerre et se rend dans les Dolomites où se trouvent les forces armées autrichiens,. Elle est la première femme à couvrir les combats de la Première Guerre mondiale,. Elle publie l’ouvrage Tyrol en armes. Rapports de guerre du front tyrolien la même année.
À son retour, elle reprend les voyages et continue de publier ses récits jusqu’en 1939 où elle est arrêtée par la Gestapo et est contrainte de s’exiler à New York.
Alice Schalek a siégé au conseil d'administration de l'Association des femmes écrivains et artistes de Vienne et a été la seule femme membre de l'organisation Concordia (de) pour journalistes et écrivains.

## Publications principales
- Wann wird es tagen: Ein Wiener. Roman. 2 volumes, Vienne 1902 (sous le pseudonyme Paul Michaely)
- Auf dem Touristendampfer: Novellen. Vienne, 1905 (sous le pseudonyme Paul Michaely)
- Das Fräulein: Novellen. Vienne, 1905 (sous le pseudonyme Paul Michaely)
- Von Tunis nach Tripolis. Carnets de voyage, 1906.
- Schmerzen der Jugend. Roman, Berlin, 1909.
- Indienbummel. Carnets de voyage illustré, Berlin, 1912.
- Südsee-Erlebnis. Carnets de voyage, 1914.
- Tirol in Waffen. Kriegsberichte von der Tiroler Front. Munich, 1915
- Am Isonzo. März bis Juli 1916. Carnets de voyage illustré, Vienne, 1916.
- In Buddhas Land. Ein Bummel durch Hinterindien. Carnets de voyage, Vienne, 1922
- Ein Bummel durch Birma, Java, Siam und Tonking. 1923.
- Japan, das Land des Nebeneinander. Eine Winterreise durch Japan, Korea und die Mandschurei. Carnet de voyage illustré, Wroclaw 1925
- Der Obersteward erzählt. In: Novellen. Volume 60, maison d'édition autrichienne (Neue Freie Presse), Vienne, 1927.
- An den Höfen der Maharadschas. Orell Füssli Verlag, Zürich-Leipzig, 1929.
- Der große Tag. Moscou, 1930.
- Durchgefallen. Deutscher Staatsverlag, Engels, 1931.
- Pudel und Mops und andere Erzählungen für die Kleinen. Deutscher Staatsverlag, Engels, 1932.